# ناوشکن کلاس اسپاهی
ناوشکن کلاس اسپاهی (به انگلیسی: Spahi-class destroyer) یک کلاس از کشتی است که طول آن ۶۷ متر (۲۱۹ فوت ۱۰ اینچ) می‌باشد.